# Basil Stillhart
Basil Stillhart (* 24. März 1994 in Wil SG) ist ein Schweizer Fussballspieler. Er spielt  im defensiven Mittelfeld, kann aber auch als Innenverteidiger eingesetzt werden. Aktuell steht er beim FC Winterthur unter Vertrag.

## Karriere

### Verein
Stillhart wurde vom FC Wil ausgebildet. Sein Debüt gab er am 9. Mai 2013, als der FC Wil zuhause gegen den FC Wohlen 1:2 verlor. In den Folgejahren entwickelte er sich zum Stammspieler. Auf die Saison 2018/19 hin wechselte er in die Super League zum FC Thun. Nach der Niederlage in der Barrage der Folgesaison und dem damit verbundenen Abstieg wechselte er zum FC St. Gallen. Am 14. Juni 2023 wurde sein Vertrag nach drei Jahren aufgelöst und Stillhart wechselte mit einem Dreijahresvertrag zum Ligakonkurrenten FC Winterthur. Hier avancierte er sogleich zu einem Schlüsselspieler: In der Saison 2023/24 absolvierte er 40 von 43 möglichen Spielen in Liga und Pokal, 33 davon in der Startelf, und erzielte wettbewerbsübergreifend 4 Tore. Zu Beginn wurde er als Innenverteidiger aufgestellt und rückte dann ins Mittelfeld. In der Saison 2024/25 spielte er teilweise auch als Rechtsverteidiger.

### Nationalmannschaft
Stillhart kam zu je zwei Einsätzen in der Schweizer U-20 und der Schweizer U-21 Nationalmannschaft.